# منظمة مجاهدي الثورة الإسلامية
منظمة مجاهدي الثورة الإسلامية (بالفارسية:  سازمان مجاهدین انقلاب اسلامی)؛ منظمة سياسية إيرانية سابقة، تأسست في أبريل من عام 1979، إثر اتحاد سبع منظمات إسلامية ثورية ومدنية وشبه عسكرية إيرانية، كانت قد قاتلت سابقًا ضد النظام الملكي الإيراني.
كان التنظيم متحالفًا بشكل وثيق مع الحزب الجمهوري الإسلامي - الحاكم آنذاك - ومُنح على أثر ذلك نصيبًا من السلطة، إذ جرى توزير ثلاثة من أعضائه في حكومة رئيس الوزراء الإيراني مير حسين موسوي، وهم: «بهزاد نبوي» (وزير بدون حقيبة للشؤون التنفيذية)، و«محمد سلامتي» (وزير الزراعة) و«محمد شهاب قنآبادي» (وزير الإسكان والتنمية الحضرية). لم يكد يمر الكثير من الوقت حتى شب الخلاف بين حركات المنظمة وانقسمت المنظمة بداية إلى تيارين يميني ويساري، ثم إلى ثلاثة تيارات. جرى حل المنظمة في أكتوبر من عام 1986، وذلك بأمر من الولي الفقيه والمرشد الأعلى خميني.

## الحلف
تشكلت المنظمة من تحالف بين كل من الحركات والمنظمات التالية:
- حركة «الأمة الواحدة» (بالفارسية: (گروه) امّت واحده)
- حركة «بدر التوحيدية» (بالفارسية: (گروه) توحیدی بدر)
- حركة «الصف التوحيدي» (بالفارسية: (گروه) توحیدی صف)
- حركة «الفلاح» (بالفارسية: (گروه) فلاح)
- حركة «الفلق» (بالفارسية: (گروه) فلق)
- حركة «منصورون» (بالفارسية: (گروه) منصورون)
- حركة «الموحدين» (بالفارسية: (گروه) موحدین)